# 吉蔵寺

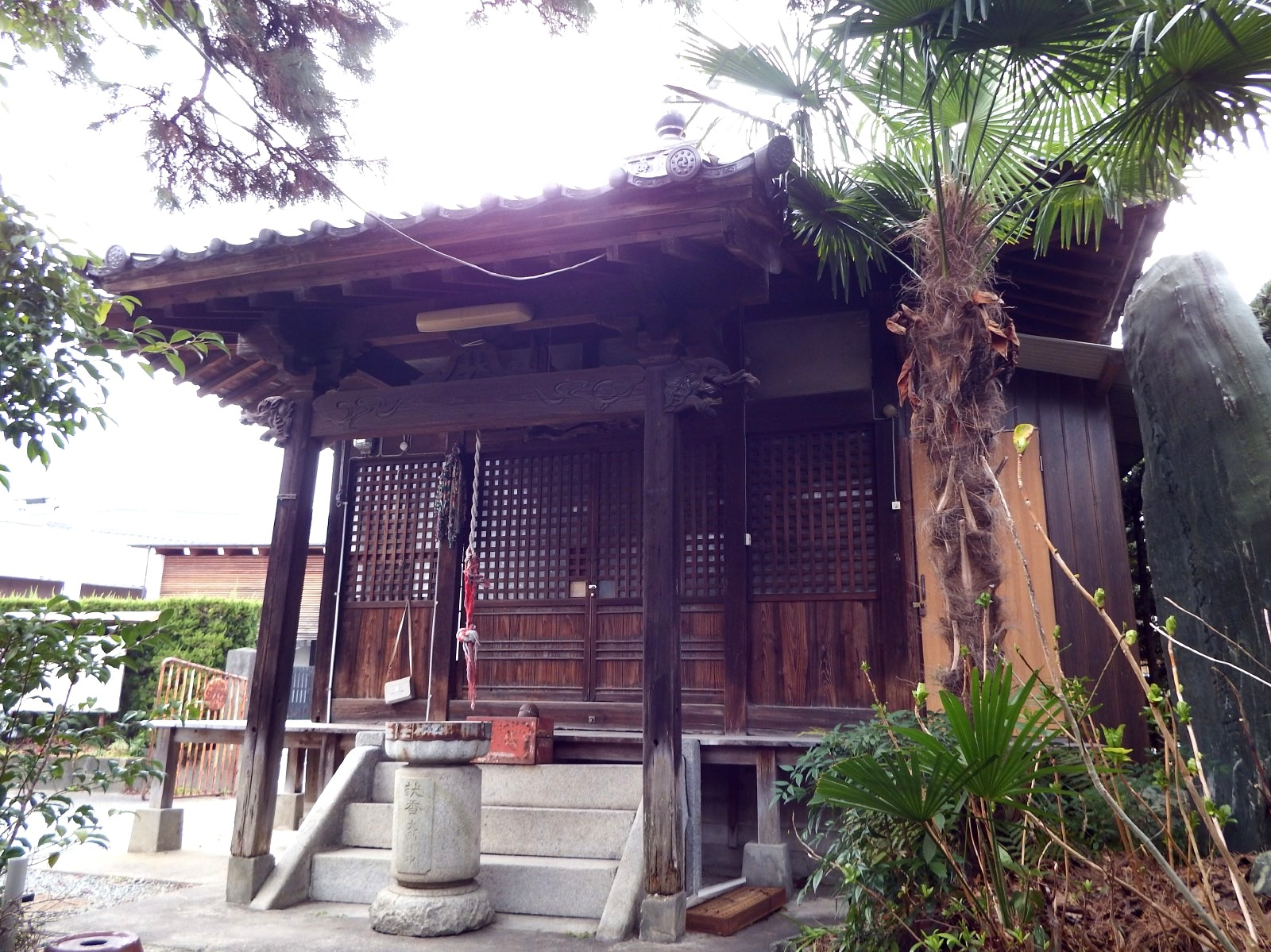
大師堂

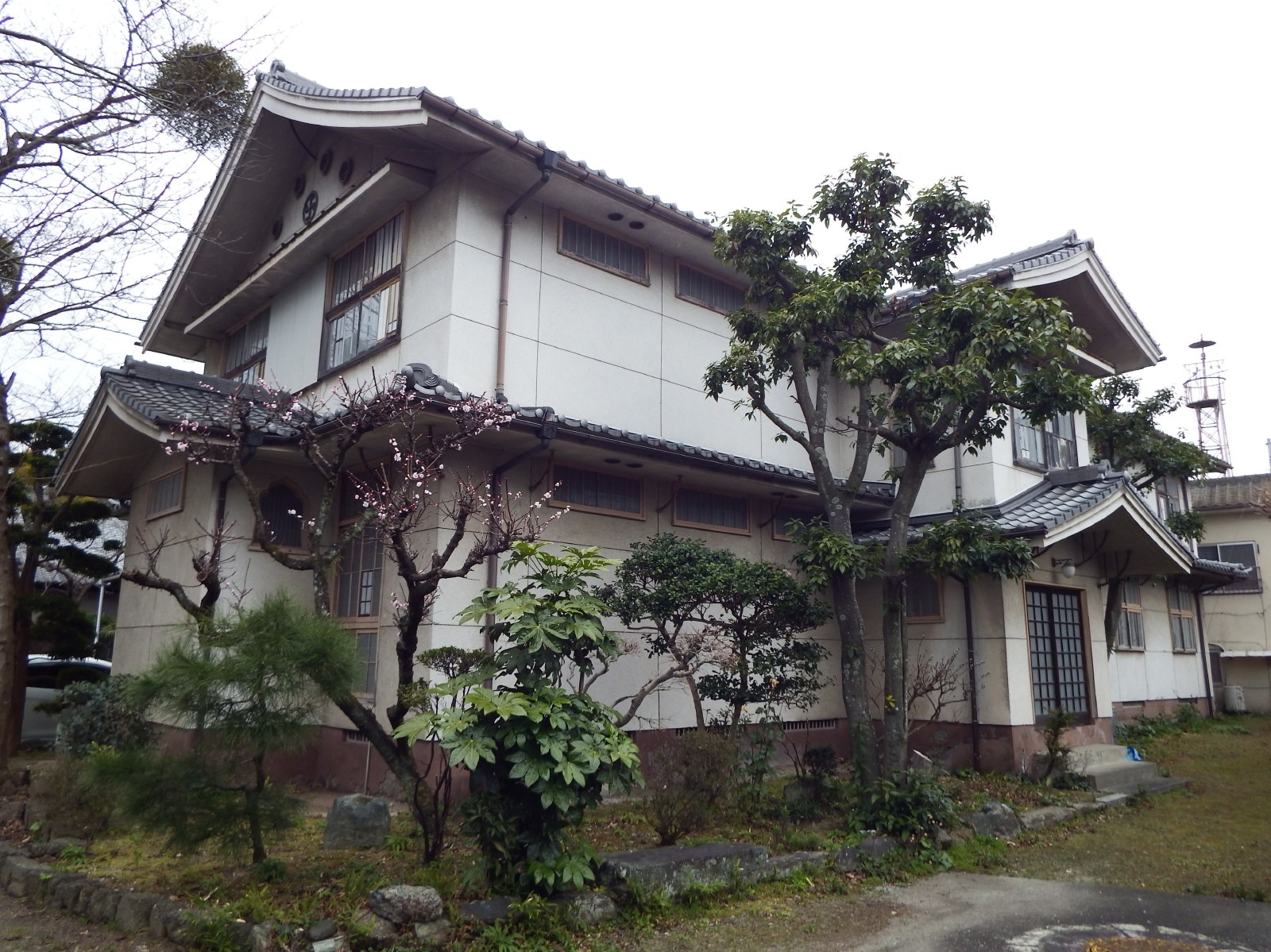
元宿坊

吉蔵寺（きちぞうじ）は、は愛媛県八幡浜市に所在する寺院である。かつて、四国八十八箇所第37番札所を称していた。

## 概要
大黒屋野本家は、本家油屋野本家、菊地家などと共に八幡浜の豪商であった。大黒屋野本家は私費を投じて八幡浜の干拓事業も行っている。
五代目大黒屋吉兵衛の野本定固は養祖父の三代目吉兵衛（吉蔵）の晩年にあたって、院殿号の戒名を授かろうと菩提の大法寺に掛け合ったが、庄屋の浅井家が自らより格上の院殿号を与えることを良しとせず授与されなかった。
大黒屋は大法寺を離山し、自らの干拓による造成地に新たな寺院を創建することを発願する。尾張国正眼寺の聴水迅雷和尚に願って明治18年に開山された。山号は屋号の大黒屋から、寺号は三代目の名吉蔵から採った。
当時荒廃していた四国八十八箇所第37番札所の岩本寺の本尊と納経版木を買い受け第37番札所を称したが、後に返還された。
八幡浜は九州から四国へ至る玄関口でもあり、九州からの遍路も多くが八幡浜から札打ちを始めている。高群逸枝も大正9年（1920年）に四国巡礼を行った際、八幡浜から四国に上陸し、本寺で宿している。
境内には大師堂や水子地蔵の他、洋館風の宿坊もあるが、現在は宿坊は受け入れていない。また、納経も受け付けていない。

## 四国八十八箇所第37番札所
廃仏毀釈の影響により、岩本寺に限らず四国の仏閣の多くは荒廃していた。
ある夜、五代目が夢の中で鐘の音を聞き、翌朝仏間に入ると八十八箇所の納め札が37枚置かれていた。そこで第37番札所のことを調べると、岩本寺が財政難で維持困難な状況であることが分かった。そこで岩本寺の本尊と納経版木を3,500円で買い取り、「第37番札所・大黒山吉蔵寺」とした。時期については不明であるが、高群が「娘巡礼記」の中で「今（大正9年）から三十幾年前」としていることから、創建最初期のことと考えられる。
しかし、廃仏毀釈が落ち着き始めると、明石寺の第43番の次が吉蔵寺の第37番が来ることに遍路が困惑してきたこと、また再興された岩本寺から本尊と納経版木の返還を要求され、裁判の結果、これらが岩本寺に返還されることとなった。
第37番札所の終わりについては明らかでは無い。高群が巡礼した大正9年ごろは第37番札所とされていたことは明らかである（この時既に岩本寺は再興されていることから、第30番札所（善楽寺と安楽寺）のように並立していたものと考えられる）。平成26年（2014年）ごろ当時の住職によると、東京オリンピック（昭和39年（1964年））ごろまでは「第37番札所」の看板が掲げられていたとのことである。また、最近でも「真言宗のお経をあげて欲しい」という巡礼者が立ち寄ることがあるそうである。